# Alessandro Franceschi (vescovo)
Alessandro Franceschi, nato Elisha da Roma, al secolo Ottavio Franceschi (Roma, 1543 – Roma, 10 gennaio 1601), è stato un vescovo cattolico italiano.

## Biografia
Il padre era Hananel (Nello) Graziadio da Foligno, un ex rabbino che dopo il battesimo aveva assunto il nome di Alessandro Franceschi in omaggio ad Alessandro Farnese; divenuto scrittore di ebraico della Biblioteca Vaticana, si distinse in alcune dimostrazioni antisemite quali il rogo dei Talmud e l'accusa agli ebrei romani di omicidio rituale (1555), venendo tuttavia smentito durante un dibattito pubblico con i capi della comunità ebraica promosso da papa Marcello II.
La madre Giusta di Servadio da Spoleto, d'altra parte, non aveva abiurato la propria fede. Qualche tempo dopo il parto il figlio le venne sottratto per venire battezzato con il nome di Ottavio in onore di Ottavio Farnese. Il padre lo affidò quindi a Gerolama Orsini, duchessa di Castro, e poco dopo, dovendo stabilirsi a Spoleto per affari, a Ignazio di Loyola.
Il gesuita si occupò direttamente dell'educazione del Franceschi. Nel 1554 lo inviò nel collegio di Palermo, interessandosi continuamente del suo stato (come dimostrano le lettere a Jerónimo Doménech) e facendo da intermediario per il sostegno finanziario del padre.
Poiché gli ebrei convertiti non potevano entrare nella Compagnia di Gesù, il Franceschi si rivolse all'Ordine domenicano. Solo alla fine del 1557, dopo numerose insistenze, riuscì ad entrare nel convento di Santa Maria sopra Minerva e assunse il nome religioso di Alessandro (fatto che provocò non poche confusioni con il genitore). Nello stesso periodo moriva il padre e nel 1558 gli succedette nella carica di scrittore di ebraico nella Biblioteca Vaticana.
Divenuto sacerdote domenicano il 19 dicembre 1562, nel 1572 ottenne la laurea magistrale dal capitolo generale dell'Ordine.
Nel 1570, assieme a Girolamo Finucci, Paolino Bernardini e Filippo Neri, firmò una protesta al governatore di Roma contro il capitano Paolo Giordano Orsini che aveva arrestato un gruppo di zingari per inviarli a remare sulle galee in vista della guerra contro i Turchi. La loro rimostranza indispettì papa Pio V che punì il Finucci (lo sospese dalla messa e dalla predicazione, esiliandolo inoltre da Roma), ma non ebbe conseguenze sul Franceschi; l'anno successivo, infatti, fu incaricato con il Bernardini di ascoltare i sermoni dell'Oratorio filippino per poi riferire al pontefice il loro parere in merito alla nuova comunità.
Il 4 maggio 1594 fu nominato vescovo di Forlì, incarico che tenne fino alle sue dimissioni, nel 1597 o nel 1599, a seconda delle fonti.
Andò poi a vivere a Roma, ed ivi morì il 10 gennaio 1601.

## Opere (parziale)
- Commenti ebraici al libro della Genesi e al libro dell'Esodo, riferendosi specialmente al testo della Vulgata
- De Tempore et de Sanctis

## Genealogia episcopale
La genealogia episcopale è:
- Cardinale Scipione Rebiba
- Cardinale Giulio Antonio Santori
- Cardinale Girolamo Bernerio, O.P.
- Cardinale Michele Bonelli, O.P.
- Vescovo Alessandro Franceschi, O.P.